# سدة العمارة
سدة العمارة وهي سدة تقع على مجرى نهر دجلة ضمن مدينة ميسان في العراق وعلى بعد 450 مترا من تفرع نهر الكحلاء وقد تم إنشاؤها على اليابسة ثم فتح مجرى النهر إليها وبعدها تم غلق المجرى الطبيعي للنهر تتضمن السدة (6) بوابات شعاعية كل منها بعرض (8 م) وبارتفاع (6 م) وأن المجرى المائي للسدة يحتوي على 6 فتحات بعرض 8.00 م لكل فتحة لإمرار تصريف فيضاني لنهر دجلة باحتمالية 1% قدره (373 م3/ثا)كما يوجد في السدة هويس للملاحة بطول 217 م وعرض (20) م مع أنفاق جانبية (2×2 مترا) ومقتربات بطول 110 مترا كما يوجد ضمن السدة ممر للأسماك منشأ من الخرسانة المسلحة بعرض (3.50) مترا وبطول (57.2 مترا) يسهل حركة الأسماك ومرورها من أسفل الناظم إلى أعلاه وبالعكس تؤمن السدة تجهيز المياه لأنهار البتيرة والعريض والمشرح والكحلاء بما يؤمن إرواء الأراضي الزراعية الواقعة على جانبي نهر دجلة.